# Gunung Mesir (Semidang Alas)
Gunung Mesir is een bestuurslaag in het regentschap Seluma van de provincie Bengkulu, Indonesië. Gunung Mesir telt 811 inwoners (volkstelling 2010).